# Rana parvipalmata
Rana parvipalmata – gatunek płaza bezogonowego z rodziny żabowatych (Ranidae), występujący endemicznie w północno-zachodniej Hiszpanii. Z wyglądu bardzo podobny do żaby trawnej, za której podgatunek uważany był do 2020 roku. Gatunek najmniejszej troski (LC) w związku z rozległym zasięgiem występowania oraz dużymi rozmiarami populacji.

## Ewolucja i pozycjataksonomiczna
Do 2020 roku płaz ten uważany był za podgatunek żaby trawnej (Rana temporaria) – R. temporaria parvipalmata. Badania filogenetyczne wykazały natomiast, że taksony te ewoluują niezależnie od siebie od około 4 milionów lat oraz krzyżują się jedynie w wąskiej strefie kontaktu (około 25 km) w hiszpańskich Górach Kantabryjskich, co skłoniło autorów do nadania R. parvipalmata statusu osobnego gatunku, który obecnie akceptowany jest przez innych europejskich herpetologów.

## Wygląd
Gatunek podobny do żaby trawnej, od której różni się mniej rozwiniętą błoną pławną na stopach oraz mniejszymi rozmiarami – samce dorastają do 3,3 cm, a samice do 4,5 cm długości.

## Zasięg występowania i siedlisko
Płaz ten występuje endemicznie w północno-zachodniej Hiszpanii w regionach Galicji i Asturii oraz w prowincji Palencia, Zamora i León. W Galicji spotykany do 1900, a w Asturii do 2200 m n.p.m. R. parvipalmata zasiedla głównie wrzosowiska, torfowiska, lasy oraz łąki. Rozmnaża się w okresowych zbiornikach wodnych, występuje rozwój złożony.

## Status i ochrona
IUCN klasyfikuje R. parvipalmata jako gatunek najmniejszej troski (LC) w związku z rozległym zasięgiem występowania oraz dużymi rozmiarami populacji, której liczebność natomiast obecnie maleje. Gatunkowi temu zagrażać może natomiast utrata siedlisk (głównie na obszarach nizinnych) oraz introdukcja obcych gatunków ryb (głównie na terenach położonych wyżej). Ponadto wiele osobników ginie również podczas prób przekroczenia drogi.
Płaz ten występuje m.in. na terenie Parku Narodowego Picos de Europa, a w jego dalszej ochronie pomóc może lepsze poznanie granic strefy kontaktu z żabą trawną w północno-zachodniej Hiszpanii.